# 费尔南·茹尔当

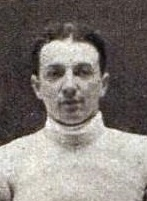
费尔南·茹尔当

费尔南·茹尔当（法語：Fernand Jourdant，1903年2月3日—1956年1月2日），生于弗莱尔，法国男子击剑运动员。他曾获得1932年夏季奥运会击剑比赛男子重剑团体金牌。他于1956年在图卢兹去世。